# Schattendivision
 (septembre 2014).
Si vous disposez d'ouvrages ou d'articles de référence ou si vous connaissez des sites web de qualité traitant du thème abordé ici, merci de compléter l'article en donnant les références utiles à sa vérifiabilité et en les liant à la section « Notes et références ».
Une Schattendivision (en français « division éphémère », littéralement « division de l'ombre ») est un type d'unité militaire allemande pendant la Seconde Guerre mondiale au sein de la Wehrmacht. Elle est constituée comme une division d'infanterie « allégée » et est mise en réserve dans le but d'accélérer le rythme de reconstitution des unités combattantes allemandes.

## Constitution
Une Schattendivision est une unité d'infanterie. Par rapport à une division d'infanterie « standard », elle se différencie par les caractéristiques suivantes :
- Un état-major restreint.
- Deux régiments d'infanterie plutôt que trois, avec un effectif allégé.
- Un bataillon d'artillerie plutôt qu'un régiment.
- Pas ou peu d'unités de soutien.

Montées à la va-vite, la composition de ces unités pouvait varier de l'une à l'autre.
Le terme de Schattendivision est un sobriquet entré dans l'usage de la Wehrmacht, car toutes ces unités sont officiellement appelées Infanteriedivision, mais au lieu d'être numérotées, ces divisions allégées étaient simplement baptisées du nom du camp d'entraînement qui les accueillaient. Le terme de « division de l'ombre » provient du fait que ces unités étaient formées à partir de divisions préexistantes, de retour du front avec des effectifs ayant fondu au combat. L'unité précédente était rayée des unités d'active, et remplacée par cette Schattendivision. De fait, la formation militaire de ces troupes était elle aussi allégée ; l'état-major général considérait que les vétérans se chargeraient de former « sur le tas » les recrues.
Du fait de leur effectif réduit et de leur faible formation, les Schattendivisionen étaient considérées comme des unités de réserve, mises en attente. Ces divisions n'avaient pas vocation à passer en active, aussi n'étaient elles pas numérotées comme les divisions « normales » mais tout simplement d'après le camp d'entraînement où la division était formée. Au cours de ce temps consacré à l'entraînement et à la formation militaire, les Schattendivisionen étaient aussi employées parfois à des missions de police ou de maintien de l'ordre dans les environs de leur caserne. Les Schattendivisionen ont été pour la plupart renforcées à un moment ou à un autre — sauf les divisions issues des dernières vagues de mobilisation — étant alors dissoutes pour être transformées en divisions d'infanterie « standards ».

## Liste des Schattendivisionen
24e vague de mobilisation
- Schattendivision Generalgouvernement : formée en mars 1944 à partir de la 72e division d'infanterie
- Schattendivision Milowitz : formée au printemps 1944 après la dissolution de la 173e division de réserve, elle sert de cadre pour la constitution de la 389e division d'infanterie
- Schattendivision Schlesien : formée en août 1944 à partir de la 94e division d'infanterie sur le front italien

26e vague
- Schattendivision Ostpreußen : formée en juillet 1944 à partir de la 65e division d'infanterie sur le front italien

34e vague
- Jäger-Division Alpen

Hors vague de mobilisation
- Schattendivision Wildflecken : Son état-major devient, lors de la 27e vague, un élément de la 232e division d'infanterie en juin 1944, tandis que le reste de la troupe sert à la reconstitution de la 715e division d'infanterie
- Schattendivision Breslau : Elle sert de cadre à la constitution de la 357e division d'infanterie en août 1944, lors de la 31e vague.
- Schattendivision Dresden : Elle sert à la reformation de la 6e division d'infanterie le 10 mars 1945, avec d'autres unités.
- Schattendivision Niedergörsdorf : Elle sert à la reformation de 167e division d'infanterie fin octobre 1944, après avoir constitué hypothétiquement le cadre de l'hypothétique 585e division de grenadiers du peuple ou 585. Volksgrenadier-Division.
- Schattendivision Wahn : Elle sert à la reformation de 331e division d'infanterie en mars 1944, au cours de la 24e vague de mobilisation.
- Schattendivision Demba : Elle sert à la reformation de 68e division d'infanterie en février 1944, au cours de la 24e vague de mobilisation.
- Schattendivision Böhmen : Elle sert à la reformation de 198e division d'infanterie en juin 1944, au cours de la 26e vague de mobilisation.

À définir
- Schattendivision Dennewitz
- Schattendivision Döllersheim
- Schattendivision Grafenwöhr
- Schattendivision Groß Born
- Schattendivision Großgörschen
- Schattendivision Jütland
- Schattendivision Katzbach
- Schattendivision Mähren
- Schattendivision Mielau
- Schattendivision Möckern
- Schattendivision Münsingen
- Schattendivision Neuhammer
- Schattendivision Ostpreußen 
  - Grenadier-Division Ostpreußen 1
  - Grenadier-Division Ostpreußen 2
- Schattendivision Röhn